# Grammotaulius sibiricus
Grammotaulius sibiricus är en nattsländeart som beskrevs av Mclachlan 1874. Grammotaulius sibiricus ingår i släktet Grammotaulius och familjen husmasknattsländor. Enligt den finländska rödlistan är arten nationellt utdöd i Finland. Artens livsmiljö är små tjärnar och gölar (även flarkar). Inga underarter finns listade i Catalogue of Life.